# Протасово (городской округ Озёры)
Протасово — село в городском округе Озёры Московской области России. Население — 174 чел. (2010).

## География
Расположено в южной части района, примерно в 7 км к югу от центра города Озёры. Рядом протекает река Большая Смедова и её небольшой приток — Шутиха (бассейн Оки). В селе 5 улиц — Захарова, Зелёная, Луговая, Молодёжная и Победы. Связано автобусным сообщением с районным центром. Ближайший населённый пункт — деревня Бутьково.

## История
В рязанских платёжных книгах упоминается как село Огломазовское, Протасово тож.
В «Списке населённых мест» 1862 года Протасово — казённое село 1-го стана Зарайского уезда Рязанской губернии между Каширской дорогой и рекой Осётр, в 19 верстах от уездного города, при речке Смедовке, с 60 дворами, православной церковью и 392 жителями (193 мужчины, 199 женщин).
В 1865 году вместо деревянной Петропавловской церкви на средства крестьянина Н. И. Гаврикова в Протасове построена каменная церковь Успения Пресвятой Богородицы.
По данным 1905 года входило в состав Трасненской волости Зарайского уезда, в селе были каменная церковь, церковно-приходская школа и водяная мельница, проживал 721 житель (357 мужчин, 364 женщины), насчитывалось 88 дворов. На фабричные заработки местное население отправлялось в село Озёры соседнего Коломенского уезда.
С 1929 года — населённый пункт в составе Озёрского района Коломенского округа Московской области. С 1930-го, в связи с упразднением округа, — в составе Озёрского района Московской области.
В 1939 году Протасовский сельсовет был упразднён, а село передано Клишинскому сельсовету.
1959—1969 — населённый пункт в составе Коломенского района.
С 1994 по 2006 год — село Клишинского сельского округа.
С 2006 года — село сельского поселения Клишинское.
В середине XX века сломана Богородицкая церковь.

## Население
| 1859 | 1905 | 2002 | 2006 | 2010 |
| ---- | ---- | ---- | ---- | ---- |
| 392  | ↗721 | ↘154 | ↗193 | ↘174 |